# Pseudocorchorus greveanus
Pseudocorchorus greveanus är en malvaväxtart som först beskrevs av Henri Ernest Baillon, och fick sitt nu gällande namn av René Paul Raymond Capuron. Pseudocorchorus greveanus ingår i släktet Pseudocorchorus och familjen malvaväxter. Inga underarter finns listade i Catalogue of Life.